# Anna Maria Isabella Wasa
Anna Maria Isabella Wasa (polnisch Anna Maria Izabela Waza; * 8. Januar 1642 in Warschau, Polen-Litauen ; † 7. Februar 1642, ebenda) war Prinzessin von Polen-Litauen und Schweden, Tochter von Ladislaus IV. Wasa und Cäcilia Renata Habsburg. 

## Leben
Sie war die einzige Tochter des Königspaares und ältere Schwester des Prinzen und Thronanwärters Sigismund Kasimir Wasa. Anna Maria Isabella wurde am 11. Februar 1642 auf dem Warschauer Königsschloss getauft. Ihr Taufpate war der spanische König Philipp IV. Habsburg, der von einem Abgeordneten vertreten wurde. Anna Maria Isabella war an Epilepsie erkrankt. Sie wurde nach ihrem frühen Tod am 13. April 1642 in der Krypta unterhalb der Wasa-Kapelle der Wawel-Kathedrale in Krakau beigesetzt.